# Étienne Chiappino
Étienne Chiappino (né le 7 octobre 1993 à Gap en France) est un joueur français de hockey sur glace.

## Biographie
Chiappino fait toute sa formation à Gap chez les Rapaces. Âgé de 18 ans, il quitte son club formateur pour s'essayer en Division 1 chez les Lions de Lyon. Après une année au deuxième échelon il rejoint les Ducs d'Angers en Ligue Magnus avec qui il va finir finaliste du championnat. For de ses performances il retourne évolué dans sa ville natale chez les Rapaces. Malheureusement il est victime d'un grave accident de la circulation gênant sa progression et sa saison. Après deux ans et un titre de Champion de France, il retourne en Division 1 pour acquérir du temps de jeu chez les Corsaires de Nantes. Il y reste deux années avant de rejoindre les Spartiates de Marseille en Division 2, il y retrouve de nombreux joueurs côtoyés auparavant.

## Statistiques

### En club
| Saison    | Équipe                       | Ligue        |    | Saison régulière | Saison régulière | Saison régulière | Saison régulière | Saison régulière |   | Séries éliminatoires | Séries éliminatoires | Séries éliminatoires | Séries éliminatoires | Séries éliminatoires |
| Saison    | Équipe                       | Ligue        | PJ | B                | A                | Pts              | Pun              | PJ               | B | A                    | Pts                  | Pun                  |                      |                      |
| 2011-2012 | Lions de Lyon                | Division 1   | 19 | 0                | 0                | 0                | 4                | 2                | 0 | 0                    | 0                    | 0                    |                      |                      |
| 2011-2012 | Lions de Lyon U22            | France U22 2 | -  | -                | -                | -                | -                | 3                | 0 | 0                    | 0                    | 6                    |                      |                      |
| 2012-2013 | Ducs d'Angers                | Ligue Magnus | 17 | 0                | 0                | 0                | 0                | 15               | 1 | 0                    | 1                    | 0                    |                      |                      |
| 2012-2013 | Dogs de Cholet               | Division 2   | 3  | 0                | 1                | 1                | 0                | -                | - | -                    | -                    | -                    |                      |                      |
| 2012-2013 | Ducs d'Angers U22            | France U22   | 14 | 1                | 1                | 2                | 22               | -                | - | -                    | -                    | -                    |                      |                      |
| 2013-2014 | Rapaces de Gap               | Ligue Magnus | 14 | 0                | 0                | 0                | 4                | 8                | 0 | 0                    | 0                    | 6                    |                      |                      |
| 2013-2014 | Griffes de l'ours d'Orcières | Division 3   | 4  | 1                | 2                | 3                | 0                | -                | - | -                    | -                    | -                    |                      |                      |
| 2013-2014 | Rapaces de Gap U22           | France U22   | 15 | 4                | 12               | 16               | 22               | -                | - | -                    | -                    | -                    |                      |                      |
| 2014-2015 | Rapaces de Gap               | Ligue Magnus | 19 | 0                | 2                | 2                | 0                | -                | - | -                    | -                    | -                    |                      |                      |
| 2014-2015 | Rapaces de Gap U22           | France U22   | 11 | 0                | 4                | 4                | 16               | 2                | 0 | 0                    | 0                    | 0                    |                      |                      |
| 2015-2016 | Corsaires de Nantes          | Division 1   | 26 | 2                | 2                | 4                | 45               | 2                | 0 | 0                    | 0                    | 0                    |                      |                      |
| 2016-2017 | Corsaires de Nantes          | Division 1   | 22 | 1                | 4                | 5                | 4                | -                | - | -                    | -                    | -                    |                      |                      |
| 2017-2018 | Spartiates de Marseille      | Division 2   | 18 | 0                | 2                | 2                | 6                | 2                | 0 | 0                    | 0                    | 2                    |                      |                      |